# Овражный (Волгоградская область)
Овра́жный — посёлок в Калачёвском районе Волгоградской области России. Входит в состав Крепинского сельского поселения.

## История
Посёлок Овражный был зарегистрирован Решением Волгоградского облисполкома от 22 июля 1963 года № 16/273 как вновь возникший населённый пункт в составе Крепинского сельсовета.

## География
Посёлок находится в южной части Волгоградской области, в степной зоне, на левом берегу реки Ерик, на расстоянии примерно 38 километров (по прямой) к юго-юго-востоку (SSE) от города Калач-на-Дону, административного центра района. Абсолютная высота — 86 метров над уровнем моря.

Климат классифицируется как влажный континентальный с тёплым летом (согласно классификации климатов Кёппена — Dfa).

## Население
| 2010 |
| ---- |
| 306  |

Гендерный состав
По данным Всероссийской переписи населения 2010 года в гендерной структуре населения мужчины составляли 50,7 %, женщины — соответственно 49,3 %.
Национальный состав
Согласно результатам переписи 2002 года, в национальной структуре населения русские составляли 51 %.

## Улицы
Уличная сеть посёлка состоит из шести улиц и трёх переулков.

## Инфраструктура
В Овражном функционируют сельский клуб и фельдшерско-акушерский пункт.